# Rassemblement pour l'alternative progressiste
Le Rassemblement pour l'alternative progressiste (RAP) fut un mouvement politique, puis un parti politique québécois.

## Histoire
C'est en novembre 1997 que l'on fonde ce mouvement, alors appelé Rassemblement pour l'alternative politique, afin de rassembler les forces progressistes au Québec.  L'année suivante, ce mouvement présente sept candidats indépendants aux élections générales.  Parmi ces candidats, on compte le célèbre syndicaliste Michel Chartrand.  Il s'était présenté dans Jonquière, la circonscription du Premier ministre Lucien Bouchard.  Au « Déficit zéro », il opposait son slogan « Pauvreté zéro par un revenu de citoyenneté ». 
Parmi les autres candidats, il y avait aussi Normand Gilbert, qui s'est présenté comme candidat de l'UFP en 2003, Michel Fontaine et Denys Duchesne.
Deux ans plus tard, en novembre 2000, le RAP devient officiellement un parti politique.  Le programme politique du nouveau parti est axé sur la social-démocratie, l'indépendance nationale et l'égalité entre les hommes et les femmes.  Un gouvernement mené par le RAP aurait donné au peuple le pouvoir de rédiger sa constitution, aurait signé un traité visant à réconcilier les Premières Nations avec le peuple du Québec et aurait réévalué la participation du Québec au sein de traités internationaux n'allant pas dans le sens des valeurs défendues par le parti.  De plus, le RAP a pris position en faveur du scrutin proportionnel et de la parité homme-femme à l'Assemblée nationale du Québec.  Dans cette optique, le RAP a imposé la parité homme-femme au sein de ses structures.  Ensuite, le RAP s'est prononcé en faveur de l'implication au niveau régional des syndicats, des groupes communautaires et des représentants des usagers au sein des conseils d'administration des hôpitaux.  Par ailleurs, le RAP luttera contre la soumission aux lois du marché des politiques liées à la culture, à l'éducation et à la protection de la langue française et souhaite réformer la structure économique pour qu'elle respecte davantage l'environnement, qu'en tout temps les citoyenNEs soient consultéEs lorsqu'il y a un projet d'implantation d'une industrie polluante et faire diminuer les émissions de gaz à effets de serre.  Enfin, les membres du RAP sont divisés en ce qui a trait au revenu de citoyenneté.  Certains préféreraient une politique de plein-emploi.
En 2002, le RAP fusionne avec d'autres entités politiques, comme le Parti communiste du Québec (PCQ-PCC), pour former l'Union des forces progressistes.  Ce nouveau parti fusionnera, à son tour, avec Option citoyenne, un mouvement politique, afin de donner naissance à Québec solidaire.
À titre de parti politique, le RAP a eu deux chefs.  De 2000 à 2001, ce fut Suzanne Lachance.  Pierre Dostie assura ensuite l'intérim jusqu'à la fusion avec l'UFP.

### Articles externes
- Site de Québec solidaire
- Site de l'Union des forces progressistes
- Site d'Option citoyenne